# Район Мінамі (Хіросіма)

34°23′07″ пн. ш. 132°27′19″ сх. д. / 34.38528° пн. ш. 132.45528° сх. д.
Райо́н Міна́мі (яп. 南区, みなみく, МФА: [mʲinamʲi ku̥], «Південний район») — район міста Хіросіма префектури Хіросіма в Японії. Станом на 1 жовтня 2007 площа району становила 26,09 км². Станом на 1 червня 2011 населення району становило 138 871 осіб.

## Символи району
Емблема Мінамі — стилізоване зображення символу миру, злітаючого білого голуба, та знаків японської силабічної абетки ミナミ (мінамі), назви району. Емблема уособлює бажання вічного миру та розвитку.
Прапор Мінамі — полотнище блакитного кольору, сторони якого співвідносяться як 2 до 3. В центрі полотнища розміщена емблема району білого кольору. Блакитна і біла барви символізують «чисте небо та води» і «мир та чистоту».

## Загальні відомості

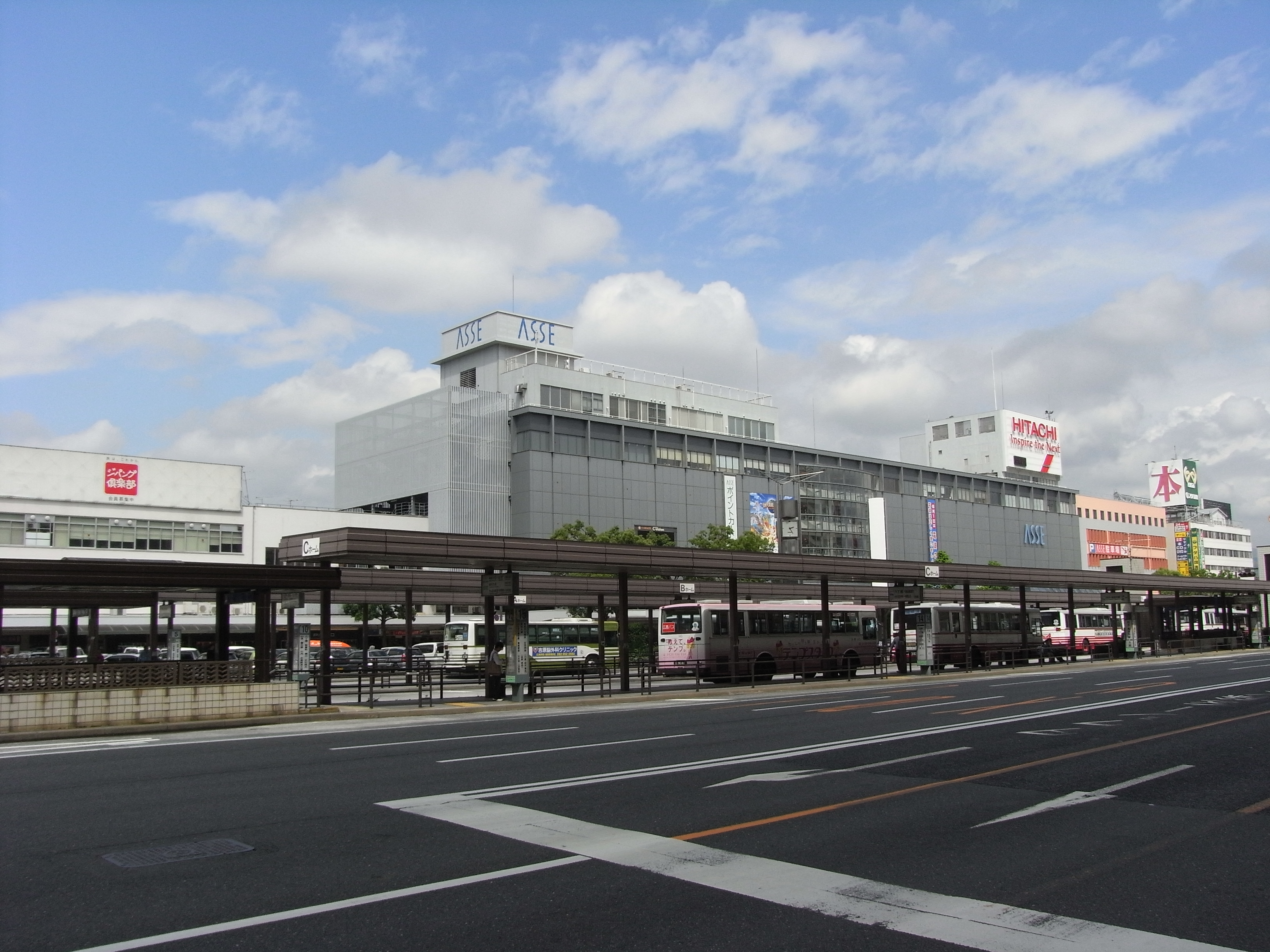
Станція Хіросіма компанії JR.

Район Мінамі знаходиться у дельті річки Ота, затиснутий між її рукавами — річками Кьобасі й Енко. Він є своєрідним входом до Хіросіми: у його північній частині розташована залізнична станція Хіросіма компанії JR, а на півдні — Хіросімський порт.
Завдяки особливому положенню, у Мінамі особливо розвинуті комерція і різні види послуг. У прибережній частині знаходяться заводи і музей автомобільної компанії Mazda Motor Corporation.
Район є також місцем знаходження Інституту дослідження радіаційної біології та медицини при Хіросімському університеті.
Мінамі славиться гарними парками і місцями відпочинку. Серед них вирізняються гори Хідзі та Оґон, які відомі садами сакур. Весною, коли дерева розцвітають, район відвідує багато мешканців Хіросіми та інших міст регіону. У парковій частині знаходиться також Хіросімський музей сучасного мистецтва.
Особливістю району Мінамі є те, що він включає у себе ряд островів Хіросіми, що розташовані у Внутрішньому японському морі. Майже всі вони є складовою цього району, за винятком острова Цукуне, який належить району Саекі.

## Острови
- Острів Канава (金輪島)

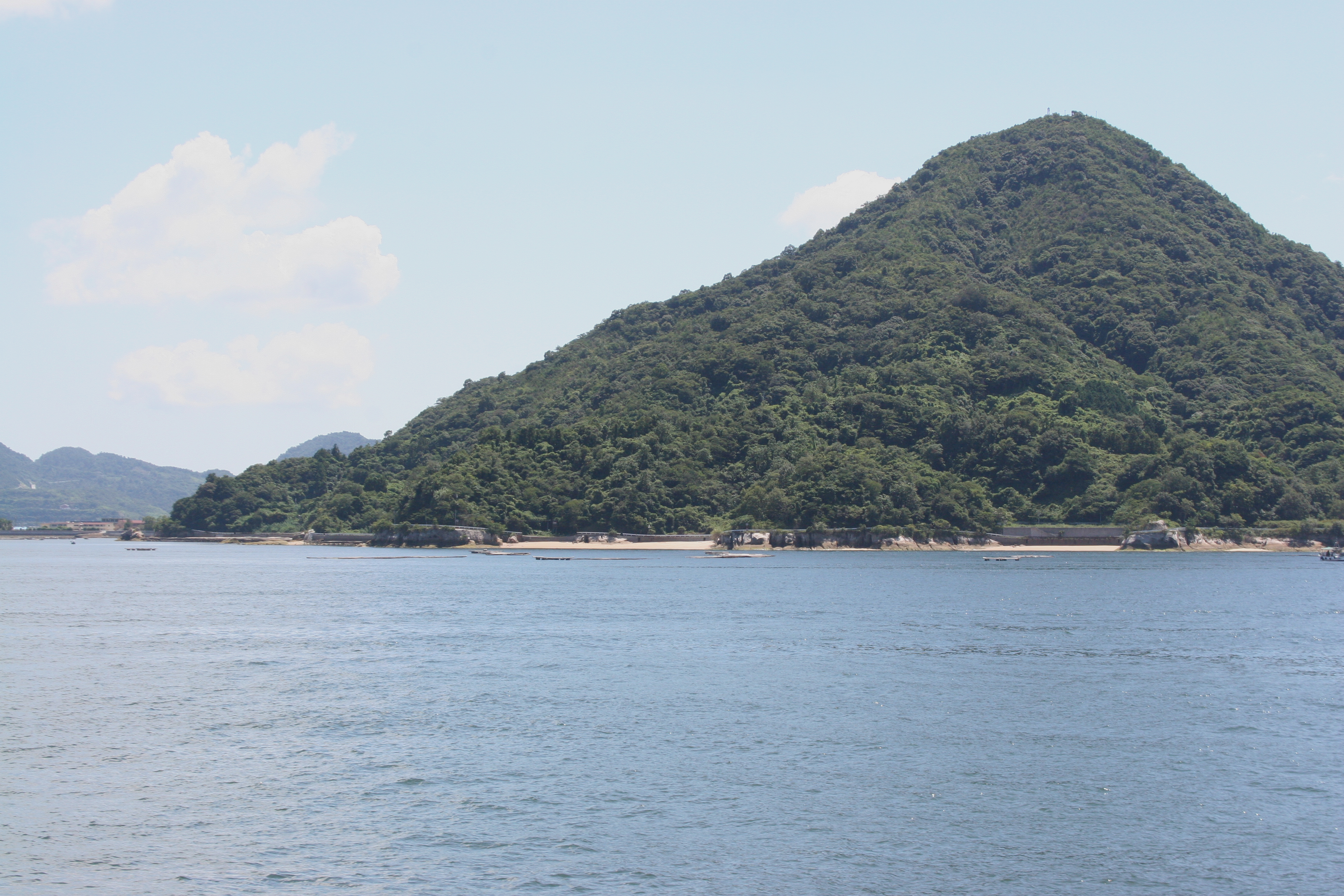
«Мала акійська Фудзі» на острові Ніно.

Острів Канава або «острів Золотого колеса» розташований за 1 км на південний схід від Хіросіми. Його площа становить 1,05 м3. У 1894 році на острові було споруджено військовий завод, який займався виготовленням кораблів. Після Другої світової війни завод було переведено на мирні рейки. Сьогодні острів служить великим зеленим парком. На нього можна потрапити поромом з Хіросімського порту.
- Острів Тоґе (峠島)

Острів Тоґе або «острів Перевал» розташований за 3,5 км на південь від Хіросіми. Його площа становить 0,26 м3. Сьогодні це безлюдний острів.
- Острів Ніно (似島)

Острів Ніносіма або «острів Подібний» розташований за 3 км на південь від Хіросіми. Його площа становить 3,87 м3. Ніно є найбільшим островом міста. На ньому знаходиться гора «Мала акійська Фудзі» заввишки 278 м. З її вершини відкривається гарний краєвид на центральну частину Хіросіми. На острів можна потрапити поромом з Хіросімського порту.
- Острів Окакума (大カクマ島)

Острів Окакума або «острів богині Бендзайтен» (弁天島) розташований за 6 км на південний захід від Хіросіми. Його площа становить 0,02 м3. Острів повністю покритий зеленню. Він відомий серед рибалок як одне з найкращих місць рибальства у Хіросімі.
- Острів Кокакума (小カクマ島)

Острів Кокакума або «малий острів богині Бендзайтен» (小弁天島) розташований за 0,4 км на північ від острова Окакума. Його площа становить 0,01 м3. Острів має скелясті береги і вкритий рослинністю.
- Острів Мотоудзіна (元宇品)

Мотоудзіна або «острів Удзі» (宇品島) на вигляд не схожий на острів, але насправді є ним. З рештою Хіросіми його зв'язує міст, який був наведений у 1889 році. Площа цього острова 0,47 м3. Після Другої світової війни Мотоудзіна стала частиною Національного парку Внутрішнього японського моря, через що вирубка дерев на ній була заборонена. Сьогодні цей острів славиться старими лісами.

## Освіта
- Хіросімський університет (додатковий кампус)